# اتحاد كشافة إيطاليا

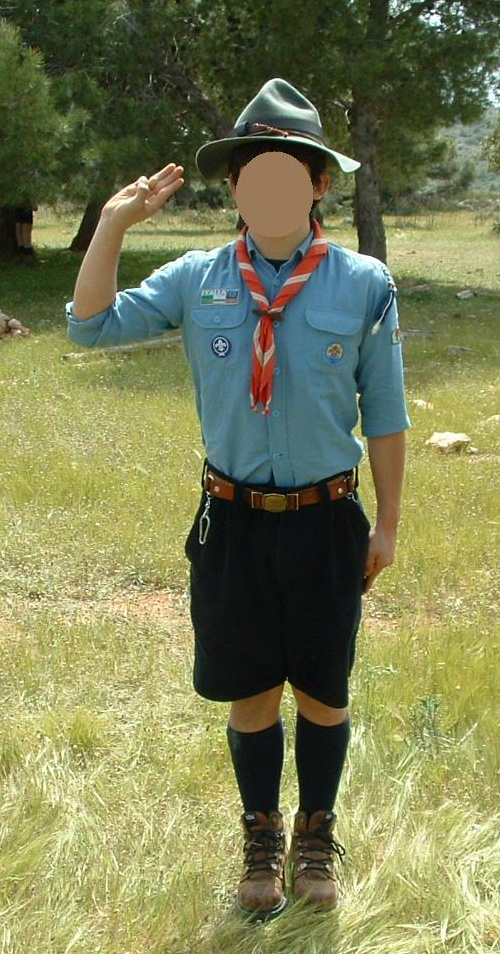

اتحاد كشافة إيطاليا هو الكشافة الوطنية والتوجيه في إيطاليا. الكشفية والإرشادية في إيطاليا بدأت في عام 1910، كانت الكشافة بين الأعضاء المؤسسين للمنظمة العالمية للحركة الكشفية عام 1922، انضمت إيطاليا إلى الجمعية العالمية للمرشدات وفتيات الكشافة في عام 1948. يبغ عدد أعضاء الاتحاد حوالي 102778 كشاف (اعتبارا من عام 2011)، و 84303 مرشدة (اعتبارا من 2008).

## روابط خارجية
- اتحاد كشافة إيطاليا